# Čelice
Čelice (Servisch cyrillisch Челице) is een plaats in de Servische gemeente Nova Varoš. De plaats telt 78 inwoners (2002).